# România la Jocurile Olimpice de iarnă din 1928
România a participat la Jocurile Olimpice de iarnă din 1928 cu 10 sportivi care au concurat la un singur sport (bob). Aceasta a fost prima participare a României la Jocurile Olimpice de iarnă.

## Participarea românească
Deoarece statul român nu a alocat bani pentru participarea la Olimpiadă, sportivii români care au dorit să participe au fost nevoiți să-și suporte singuri cheltuielile de deplasare și de participare. 
Cele două echipe de bob-5 au fost nevoite să închirieze boburi, deoarece boburile de lemn de care dispuneau ele nu au fost omologate pentru a concura pe pârtia de la St. Moritz. Vorbind despre această participare, boberul Grigore Socolescu declară că: „... la St. Moritz ne-am prezentat într-un mod original, fără boburi! Boburile noastre de lemn nu puteau face față pe pârtia olimpică de gheață. Așa că am fost nevoiți să închiriem boburi la fața locului, cu banii noștri” . Cu toate acestea, o echipă a obținut locul 7 și cea de-a doua echipă locul 19
Pe lângă echipele de bob, a mai participat și o echipă de militari (formată din locotenentul Ion Zăgănescu, plutonierul Ioan Rucăreanu, soldatul Constantin Pascu și soldatul Toma Calista) la proba demonstrativă de patrulă militară (strămoșul biatlonului) pe distanța de 28,05 km, clasându-se pe locul 8 din 9 țări participante. 
La această ediție a Jocurilor Olimpice, România nu a obținut niciun punct în clasamentul pe națiuni.

## Bob
| Alexandru Berlescu Petre Petrovici Horia Roman Eugen Ștefănescu Constantin Rădulescu | România I (Bob-4/5 m)  | 1.47,3 | 1.44,9 | 3.32,2 | 19 |
| Grigore Socolescu Mircea Socolescu Iulian Gavăț Toma Petre Ghițulescu Traian Nițescu | România II (Bob-4/5 m) | 1.43,8 | 1.40,8 | 3.24,6 | 7  |

Rezervele de la bob, Aisiman, F. Ferry, I. Arsenie și M. Georgescu, nu au participat la competiție.

## Patrulă militară (biatlon) - probă demonstrativă
| Sportiv                                                           | Probă        | Timp    | Loc |
| ----------------------------------------------------------------- | ------------ | ------- | --- |
| Echipa Ion Zăgănescu Ioan Rucăreanu Constantin Pascu Toma Calista | 28,05 km (m) | 5:00:16 | 8   |